# Samad Abdullayev
Samad Abdullayev (aserbaidschanisch Səməd Həmid oğlu Abdullayev; * 1920 im Dorf Qolqəti, Provinz Ağdaş, Aserbaidschanische SSR; † 5. November 1943 in der Ortschaft Eltigen (heute Geroewskoe), Kertsch, Autonome Sozialistische Sowjetrepublik der Krim, UdSSR) war ein Rotarmist aserbaidschanischer Abstammung, Starschina des medizinischen Dienstes im Deutsch-Sowjetischen Krieg und posthum Held der Sowjetunion (1943).

## Werdegang
Nach dem Abschluss des Pädagogischen Kollegs in Ağdaş im Jahr 1937 arbeitete Abdullayev als Lehrer im Dorf Küsnət der Provinz Oğuz. 1938 wurde er in die Reihen der Roten Armee einberufen und absolvierte 1938 die Schule der Sanitärausbilder in Tiflis.
Mit dem Überfall der Wehrmacht auf die Sowjetunion zog Abdullayev in den Krieg. Er nahm zunächst an der Nordkaukasischen Operation teil, wurde anschließend auf die Halbinsel Krim verlegt. Bei einem der Gefechte wurde er verwundet und in ein Lazarett gebracht. Nach der Behandlung kehrte er wieder an die Front zurück.
Im Sommer 1943 war Abdullayev, inzwischen Feldwebel und medizinischer Offizier im Schützenregiment 1339 der 318. Schützen-Division, erneut in schwere Kämpfe verwickelt. Anfang Juni tötete er während der Hilfeleistung an Verwundete bis zu 20 Wehrmachtsoldaten. Dafür bekam er noch im selben Monat die Tapferkeitsmedaille verliehen.
Während der Kertsch-Eltigener Operation landete die 18. Armee und Abdullayevs Einheit Anfang November 1943 in der Nähe des Dorfes Eltigen auf der Halbinsel Kertsch. Unter schwerem Artilleriebeschuss leistete er den verwundeten sowjetischen Soldaten medizinische Hilfe, trug diese vom Schlachtfeld und griff selber ins Kampfgeschehen ein. Im Zuge der Kampfhandlungen fiel Abdullayev am 5. November 1943.
Per Erlass des Obersten Sowjets der UdSSR vom 17. November 1943 wurde Samad Abdullayev für „vorbildliche Pflichterfüllung der Kampfaufgaben und für persönliche Heldentat im Kampf gegen deutsche Invasoren“ posthum mit den Auszeichnungen Leninorden, Orden des Roten Sterns und Held der Sowjetunion geehrt.